# Karel Stanner
Karel Stanner (* 26. února 1949 Liberec) je bývalý český fotbalista a trenér, který několikrát působil jako hlavní trenér českého prvoligového klubu FK Mladá Boleslav. Naposledy vedl od dubna do června 2013 jako trenér FK Dobrovice, hrající divizi C.

## Hráčská kariéra
- (1968–1970) VTJ Dukla Tábor
- (1970–1972) TJ SZ Česká Lípa
- (1972–1974) TJ Kolora Semily
- (1975–1988) TJ/TJ Agro Turnov
- (1988–1990) TJ Sokol Železný Brod

## Trenérská kariéra
- (1988–1990) TJ Sokol Železný Brod (hrající trenér)
- (1990–1992) TJ Agro Turnov
- (1992–1994) SK Hradec Králové (asistent trenéra)
- (1994–1995) FK Český ráj Turnov
- (1995–1996) SK Chrudim
- (1996–2000) FK Mladá Boleslav
- (2000–2002) FK Mladá Boleslav (mládež)
- (2002–2004) FK Jablonec 97 (mládež)
- (2005–2006) FK Mladá Boleslav (mládež)
- (2007–2008) FK Mladá Boleslav „B“
- (2008) FK Mladá Boleslav
- (2008–2009) FK Mladá Boleslav (asistent trenéra)
- (2010–2011) FK Mladá Boleslav
- (2013) FK Dobrovice